# Andalucía TV
Andalucia TV é o segundo canal de Rádio e Televisão de Andaluzia , RTVA, a  radiotelevisión autonómica de Andaluzia.
Desde o 28 de fevereiro de 2015, oferece uma programação cultural, desportiva, educativa, infantil e de informação complementar à do generalista Canal Sur.